# Tapinoma simrothi
Tapinoma simrothi es una especie de hormiga del género Tapinoma, subfamilia Dolichoderinae. Fue descrita científicamente por Krausse en 1911.
Se distribuye por Argelia, islas Canarias, Marruecos, Afganistán, China, Irán, Israel, Kuwait, Omán, Catar, Arabia Saudita, Turquía, Emiratos Árabes Unidos, Yemen, islas Baleares, Gibraltar, Grecia, Italia, Malta, Montenegro, Portugal y España. Se ha encontrado a elevaciones de hasta 2580 metros. Vive en microhábitats como la vegetación baja, montículos y el forraje.